# Charlotte Jakobsen
Charlotte Jakobsen (Gedved, 12 de mayo de 1981) es una deportista danesa que compite en tiro, en la modalidad de rifle.
Ganó siete medallas en el Campeonato Mundial de Tiro entre los años 2002 y 2014, y diez medallas en el Campeonato Europeo de Tiro entre los años 2003 y 2024.

## Palmarés internacional
| Campeonato Mundial | Campeonato Mundial       | Campeonato Mundial | Campeonato Mundial                |
| Año                | Lugar                    | Medalla            | Prueba                            |
| ------------------ | ------------------------ | ------------------ | --------------------------------- |
| 2002               | Lahti (Finlandia)        | Medalla de oro     | Rifle 3 posiciones 300 m          |
| 2002               | Lahti (Finlandia)        | Medalla de oro     | Rifle en pos. tendida 300 m       |
| 2006               | Zagreb (Croacia)         | Medalla de oro     | Rifle 3 posiciones 300 m          |
| 2006               | Zagreb (Croacia)         | Medalla de bronce  | Rifle en pos. tendida 300 m       |
| 2010               | Múnich (Alemania)        | Medalla de plata   | Rifle 3 posiciones 300 m          |
| 2010               | Múnich (Alemania)        | Medalla de plata   | Rifle en pos. tendida 300 m       |
| 2014               | Granada (España)         | Medalla de oro     | Rifle en pos. tendida 300 m       |
| Campeonato Europeo |                          |                    |                                   |
| Año                | Lugar                    | Medalla            | Prueba                            |
| 2003               | Pilsen (República Checa) | Medalla de plata   | Rifle 3 posiciones 300 m          |
| 2005               | Belgrado (Serbia)        | Medalla de oro     | Rifle en pos. tendida 300 m       |
| 2007               | Granada (España)         | Medalla de plata   | Rifle en pos. tendida 300 m       |
| 2007               | Granada (España)         | Medalla de bronce  | Rifle 3 posiciones 300 m          |
| 2009               | Osijek (Croacia)         | Medalla de oro     | Rifle 3 posiciones 300 m          |
| 2009               | Osijek (Croacia)         | Medalla de oro     | Rifle en pos. tendida 300 m       |
| 2011               | Belgrado (Serbia)        | Medalla de bronce  | Rifle 3 posiciones 300 m          |
| 2013               | Osijek (Croacia)         | Medalla de oro     | Rifle en pos. tendida 300 m       |
| 2024               | Osijek (Croacia)         | Medalla de oro     | Rifle en pos. tendida 300 m       |
| 2024               | Osijek (Croacia)         | Medalla de bronce  | Rifle en pos. tendida 300 m mixto |